# Maria Reiche
María Reiche Neumann ou María Reiche foi uma arqueóloga e matemática germano-peruana célebre por suas investigações acerca das linhas de Nazca. Ficou conhecida como  La dama de la Pampa.